# Elecciones a la Asamblea Constituyente de Baviera de 1946
Las elecciones a la Asamblea Constituyente de Baviera de 1946 se celebraron el 30 de junio de 1946 para elegir a los miembros de la Asamblea Constituyente de Baviera. Fue la primera elección celebrada en Baviera desde 1932. La asamblea constituyente se encargó de redactar y aprobar una nueva constitución para el estado bávaro. Después de la aprobación de la constitución, la Asamblea Constituyente se disolvió y se convocaron nuevas elecciones para diciembre.

## Antecedentes
Tras la Segunda Guerra Mundial, Baviera fue ocupada por completo por las tropas estadounidenses a finales de abril de 1945 . El general George S. Patton nombró a Fritz Schäffer como ministro-presidente interino el 28 de mayo de 1945, antes de ser despedido por el general Dwight D. Eisenhower el 28 de septiembre de 1945 debido a las posiciones antisemitas sostenidas por Schäffer en el pasado y la contratación de ex nazis dentro de su administración.
Luego, el mando fue entregado al socialdemócrata Wilhelm Hoegner, quien supervisó la creación de una nueva constitución bávara en la primavera y el verano de 1946. Para ayudarlo, se formó el Comité Asesor del Estado, con sus miembros siendo designados por los partidos políticos o el Estado. El cuerpo finalmente se disolvió, y se convocaron elecciones directas para una Asamblea Estatal Constituyente para supervisar la aprobación de la Constitución. Así, se celebraron las primeras elecciones democráticas en Baviera desde 1932.

## Resultados
Los resultados fueron:
| Partido Político | Partido Político                    | Votos     | Porcentaje | Escaños |
| ---------------- | ----------------------------------- | --------- | ---------- | ------- |
|                  | Unión Socialcristiana de Baviera    | 1.587.595 | 58,3       | 109     |
|                  | Partido Socialdemócrata de Alemania | 786.045   | 28,8       | 51      |
|                  | Partido Comunista de Alemania       | 145.749   | 5,3        | 9       |
|                  | Liga de la Reconstrucción           | 137.765   | 5,1        | 8       |
|                  | Partido Liberal de Alemania         | 68.417    | 2,5        | 3       |